# Tord collblanc septentrional
El tord collblanc septentrional (Turdus assimilis) és un ocell de la família dels túrdids (Turdidae).

## Hàbitat i distribució
Habita la selva pluvial, vegetació secundària i sabanes als turons i muntanyes de Mèxic, des del sud-est de Sonora,
i Chihuahua, cap al sud, a través d'Amèrica Central, fins Panamà.